# Typex

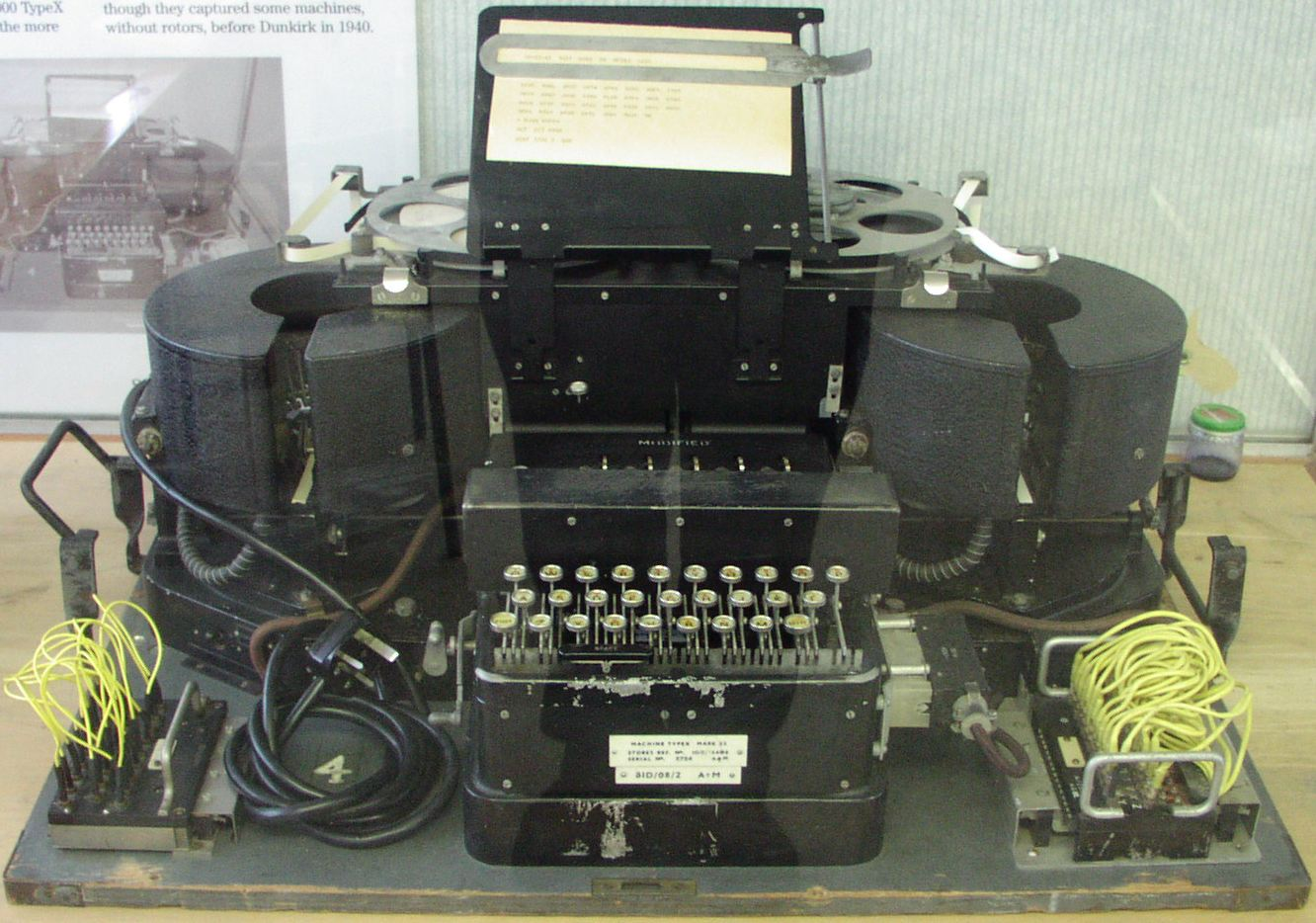
La macchina Typex fu basata sulla macchina Enigma in commercio ma con, in aggiunta, una serie di caratteristiche addizionali per aumentarne la sicurezza. Questo modello è una Typex 22, una delle ultime varianti.

Nella storia della crittografia, la macchina Typex (in alternativa, Type X o TypeX) fu una macchina per cifrare britannica usata dal 1937. Essa fu una adattamento della macchina Enigma tedesca che si trovava in commercio prima della guerra, con un numero elevato di "rinforzi" che ne incrementarono di molto la sicurezza.

## Descrizione
Come Enigma, Typex fu una macchina a rotori. Essa ebbe un buon numero di variazioni tra cui cinque rotori, invece dei tre o quattro di Enigma, più un riflettore non rotante. Solitamente i primi due rotori rimanevano fissi durante la criptazione anche se potevano essere settati manualmente. Questo costituiva una sorta di protezione simile a quella usata su Enigma, dove i tedeschi usavano un plugboard che in Typex era assente.
Un'ulteriore aggiunta rispetto ad Enigma fu la presenza di tacche multiple nei rotori che, quando usate, giravano i rotori adiacenti.

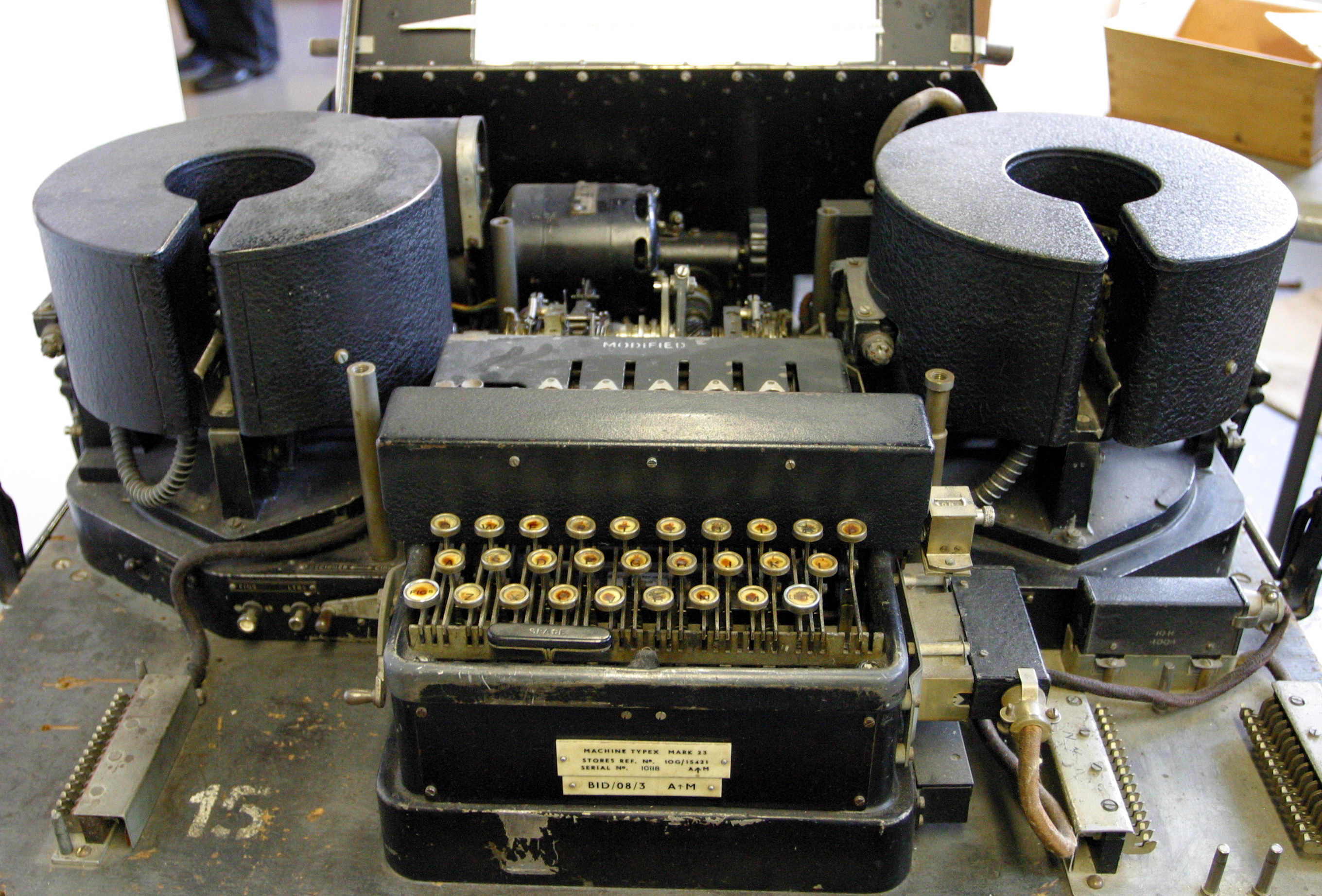
La Typex 23, essa era simile alla macchina Mark 22 ma modificata per essere usata in combinazione con la Combined Cypher Machine (CCM).

Alcuni rotori di Typex erano fatti da due parti e un proiettile contenente il cablaggio era inserito in un involucro metallico. Involucri differenti contenevano differenti quantità di tacche sul bordo, come 5, 7 o 9 tacche. Ogni proiettile poteva essere inserito nell'involucro in due modi diversi, in base a come veniva girato. Durante l'utilizzo, tutti i rotori della macchina avrebbero usato involucri con lo stesso numero di tacche. Di norma cinque proiettili erano scelti da un set di dieci. Sui rotori della Typex, ogni contatto elettrico era raddoppiato per aumentarne l'affidabilità.
In alcuni modelli, gli operatori potevano raggiungere le 20 parole al minuto e il testo cifrato o il testo originale erano stampati su rotoli cartacei. Per alcune versioni portatili, come la Mark III, un messaggio veniva scritto con la mano sinistra mentre con la destra l'operatore ruotava una manopola.

## Storia e sviluppo
Sin dagli anni '20, il governo britannico era alla ricerca di un rimpiazzo per il suo sistema cifrario che era considerato non sicuro e che era lento e scomodo da usare nella pratica. Nel 1926, un comitato interdipartimentale fu incaricato di considerare nuovi tipi di macchine per cifrare. Dopo un periodo durato diversi anni e dopo un ingente costo economico, il comitato aveva esaminato diverse opzioni ma nessuna scelta definitiva era stata presa. Una di queste possibilità era stata presentata dal tenente colonnello (wing commander) O. G. W. Lywood e consisteva nell'adattare la macchina tedesca Enigma, aggiungendo una stampante, ma il comitato decise di non perseguire quest'idea.

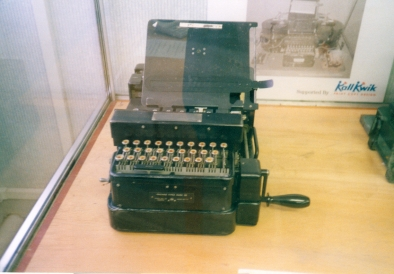
Typex Mk III era una versione portatile alimentata girando una manopola.

Nell'agosto 1934, Lywood cominciò infine a lavorare sul suo progetto, autorizzato dalla sola RAF. Lywood lavorò con J. C. Coulson, A. P. Lemmon e W. E. Smith a Kidbrooke, Greenwich, con una stampante procurata dalla Creed & Company, fusasi poi nella ITT Corporation. Il primo prototipo fu consegnato all'Air Ministry il 30 aprile 1935. Già all'inizio del 1937, circa 30 Typex Mark I era usate dalla RAF e proprio per questo motivo furono chiamate le "Enigma della RAF con l'aggiunta del Type X".
La progettazione dei suoi successori inizio nel febbraio 1937. Nel giugno del 1938, la Typex Mark II fu consegnata al comitato responsabile delle macchine per cifrare che approvò un ordine di 350 macchine. Il modello Mark II era voluminoso, con due stampanti: una per il testo originale e una per quello cifrato. Essa era più larga di Enigma, pesava più di 54 kg e misurava (76x56x36) cm. Dopo qualche problema iniziale, la macchina fu adottata dalla RAF, dall'Esercito e da altri dipartimenti del governo. Durante la seconda guerra mondiale, un buon numero di macchine Typex furono prodotte dalla Power-Samas.
La Typex Mark III fu una variante più portatile che usava lo stesso tipo di batteria della Mark II ma era alimentata da una manopola (era inoltre possibile collegarla al motore di un veicolo). La velocità di operazione era di circa 60 lettere al minuto, significativamente più basso delle 300 lettere raggiungibili dalla Mark II.
La macchina Typex VI era un'altra variante alimentata a manopola che misurava (51x31x23) cm, pesava 13.6 kg ed era costruita con più di 700 componenti.
Un pannello di controllo per i riflettori fu aggiunto alle macchine dal novembre 1941.
Per le comunicazioni tra i membri degli Alleati durante la seconda guerra mondiale, fu sviluppato il Combined Cipher Machine (CCM), usato nella Royal Navy dal novembre 1943. Il CCM fu implementato attraverso modifiche alle Typex e con la combinazione di quest'ultima con la macchina statunitense ECM Mark II, in modo che queste due potessero inter-operare.
La Typex Mark VIII era una Mark II adattata con un perforatore per codice Morse.
Le macchine Typex 22 (BID/08/2) e Typex 23 (BID/08/3) furono gli ultimi modelli che incorporavano pannelli di controllo per aumentarne la sicurezza. La Mark 23 era, in realtà, una Mark 22 modificata per l'uso del CCM. In Nuova Zelanda, la Typex Mark II e la Mark III furono sostituite con le Mark 22 e 23 il 1º gennaio 1950.
Erskine (2002) stima che circa 12 000 macchine per cifrare Typex furono costruite prima della fine della seconda guerra mondiale.

## Sicurezza e utilizzo
Le macchine Typex furono usate dalle forze armate britanniche e dai membri del Commonwealth, come il Canada e la Nuova Zelanda.
Dal 1943, i britannici e gli americani si accordarono per creare una Macchina Combinata per Cifrare (in inglese, Combined Cipher Machine, CCM). La Typex britannica e la ECM Mark II americana furono adattate per inter-operare. Per ottenere ciò, i britannici mostrarono la Typex agli americani ma questi ultimi non permisero mai agli inglesi di vedere la ECM, la quale era più avanzata della collega britannica. In ogni caso, furono apportate, ad entrambe le macchine, le modifiche necessarie per poter comunicare tra loro.
Anche se i test d'attacco crittoanalitici dei britannici avevano fatto considerevoli passi avanti durante il conflitto, non vi furono risultati significativi sulla nuova macchina in confronto a quelli ottenuti su Enigma, proprio perché il sistema anglo-americano era molto più complesso e il livello di traffico molto più ridotto. Una macchina Typex senza rotori venne in possesso dei tedeschi durante la campagna di Francia e più di una squadra di crittoanalisti tedeschi si propose per tentare di craccare la macchina; tuttavia, il gruppo di analisi del B-Dienst fu costretto a rinunciare in appena 6 settimane, dopo che una richiesta di ulteriore tempo e personale fu rigettata. Un crittoanalista tedesco affermò che Typex era più sicura di Enigma per via dei suoi sette rotori e, in seguito, i tedeschi non tentarono più di craccare i messaggi di Typex, credendo che anche il loro stesso codice Enigma non fosse craccabile.
Le macchine Typex continuarono ad essere usate sin dopo la seconda guerra mondiale, fino agli anni '70 (la Nuova Zelanda si disfò dell'ultima nel 1973).
Diversi articoli internet sulle Typex affermano che solo il gel di petrolio era usato sui rotori delle macchine e nessun altro tipo di lubrificante. Senza l'uso del gel vi era il rischio che si formassero archi elettrici in grado di bruciare l'isolante tra i contatti. Per il resto della macchina veniva usati due gradi d'olio minerale (Grado 1 e 2). Era essenziale una manutenzione e una pulizia costanti, in particolare le camme delle lettere/figure, in Balatá, dovevano essere mantenute lubrificate.

## Vantaggi rispetto a Enigma
Tutte le versioni della Typex avevano dei vantaggi rispetto alla versione di Enigma in possesso alla Wehrmacht. L'equivalente macchina telescrivente tedesca nella seconda guerra mondiale, utilizzata dall'Alto Comando ma non dalle truppe semplici, era la Lorenz SZ40/42 e la Siemens e Halske T52, entrambi utilizzatrici del cifrari Fish (nome dato dagli Alleati ai codici delle telescriventi tedesche durante la guerra).
Le differenze tra Enigma e Typex erano:
- Enigma richiedeva due operatori, uno per inserire in input il testo e l'altro per copiarlo cifrato o non. Typex richiedeva solo un unico operatore.
- Typex impediva agli operatori di trascrivere gli errori, dato che il testo veniva automaticamente stampato su carta.
- Al contrario di Enigma, Typex I era collegato ad una telescrivente mentre Typex II poteva diventare essa stessa telescrivente, se necessario.
- I messaggi di Enigma dovevano essere scritti, cifrati, trasmessi (con il codice Morse), ricevuti, decifrati e scritti nuovamente. Typex riceveva in input i messaggi che erano cifrati automaticamente, trasmessi in un'unica fase e, sempre in automatico, decifrati e stampati.[5]